# Radermachera pentandra
Radermachera pentandra là một loài thực vật có hoa trong họ Chùm ớt. Loài này được Hemsl. miêu tả khoa học đầu tiên năm 1905.